# 角茂谷站

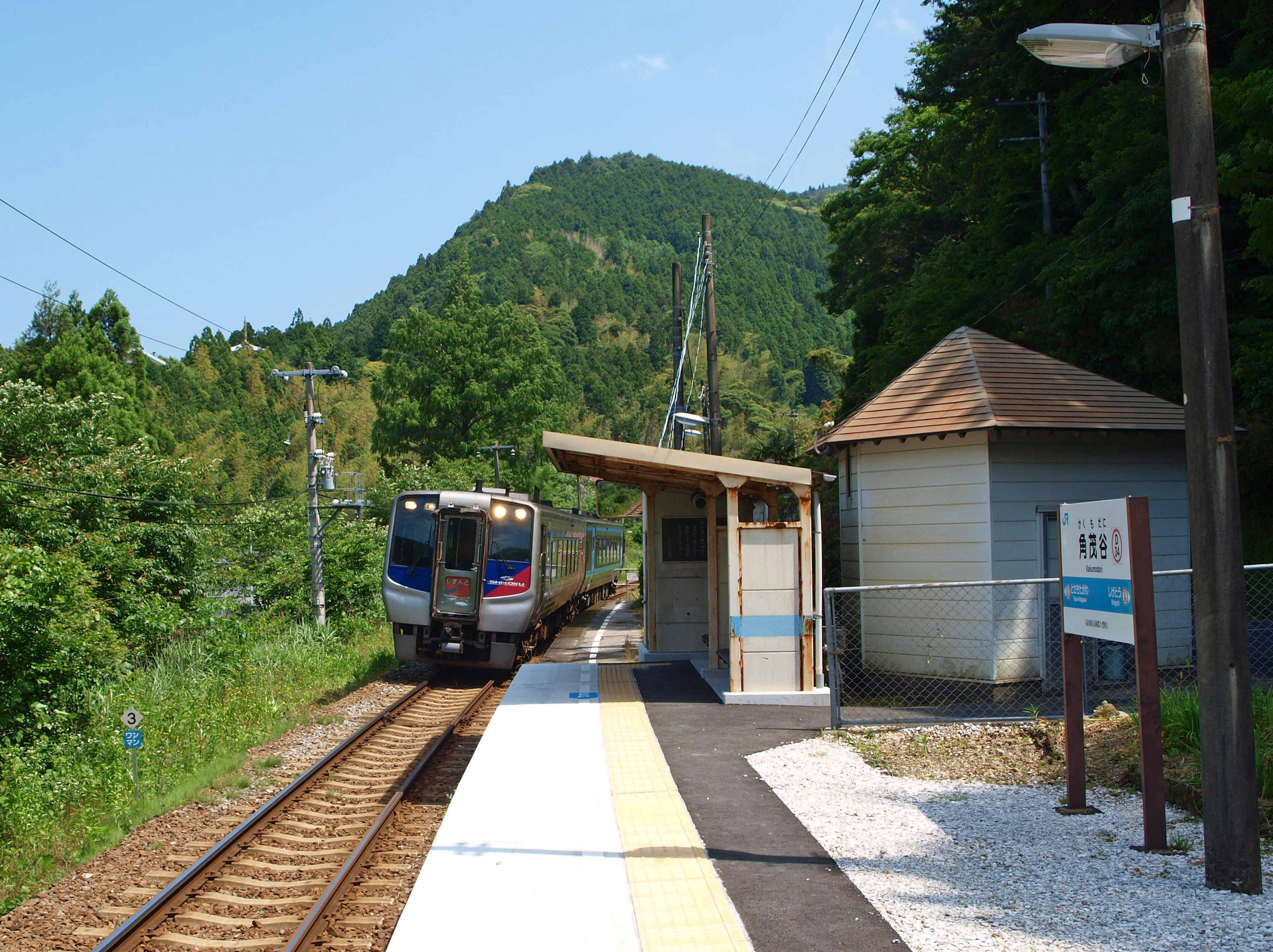
一列下行的特急「四萬十」列車通過本站月台(2010年6月)

角茂谷站（日语：／ Kakumodani eki */?）是位於日本高知縣長岡郡大豐町角茂谷、隸屬於四國旅客鐵道（JR四國）的鐵路車站。車站編號為D34。在高知線通車初期，本站曾經為其中一個終點站，但現時只屬停靠普通列車的中途站。

## 車站結構
本站由開業初期至1980年代初，為木造的站房，穿過候車室便可以直接到達月台。舊站房已經被拆去，改成一間小型的站外等候室，稱為「天坪互動接觸休憩所」（日语：天坪ふれあい休憩所）。而車站名稱則改印在月台上的候車亭背面向外的外牆上，比以往在站舍上較不明顯。
月台為1線1面的設計，列車不能在此站作交換。現時下行列車共有8班，7班以高知站止，頭班車以土佐山田站止；上行則有7班，全部以阿波池田站為終站。

### 月台配置
| 路線    | 方向 | 目的地             |
| ------- | ---- | ------------------ |
| ■土讚線 | 下行 | 土佐山田、高知方向 |
| ■土讚線 | 上行 | 阿波池田方向       |

## 歷史
- 1930年6月21日：開業。
- 1969年10月1日：貨運服務停止。
- 1970年10月1日：無人化，改為簡易委託站。
- 1987年4月1日：日本國鐵分割民營化，車站的營運由JR四國繼承。

## 相鄰車站
四國旅客鐵道（JR四國）
■土讚線
土佐北川（D33）－角茂谷（D34）－繁藤（D35）

## 外部連結
- 非官方角茂谷站介紹 1 （页面存档备份，存于）、2 （页面存档备份，存于）、及3。